# Příbram

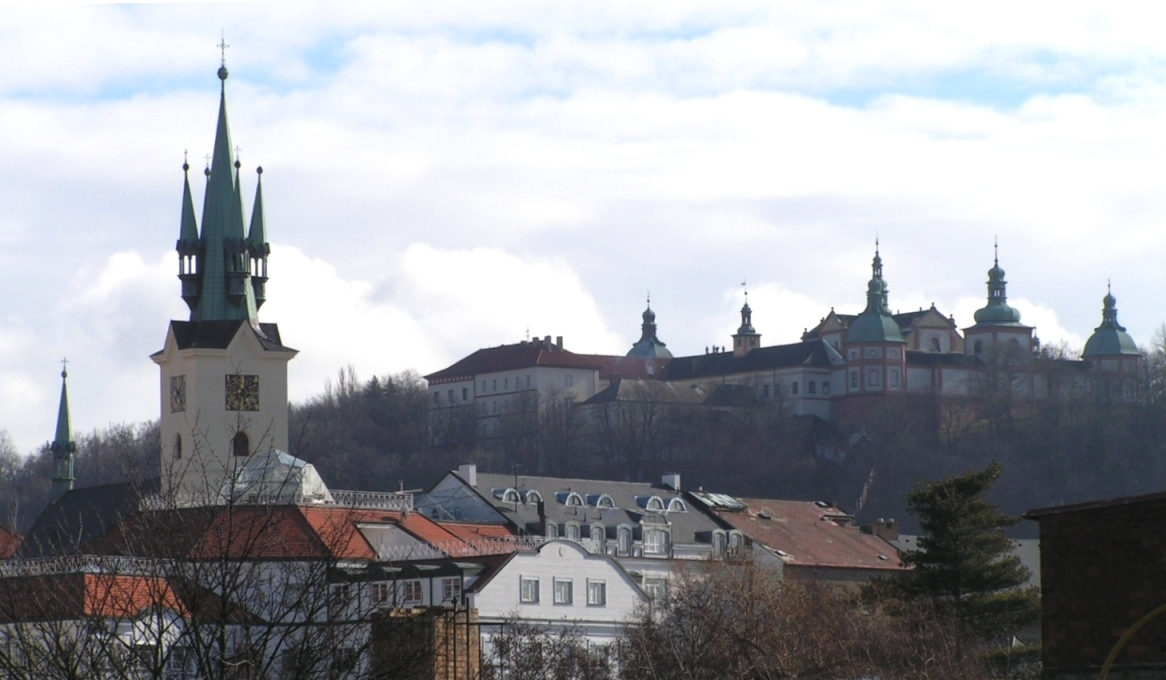
Altstadt von Příbram

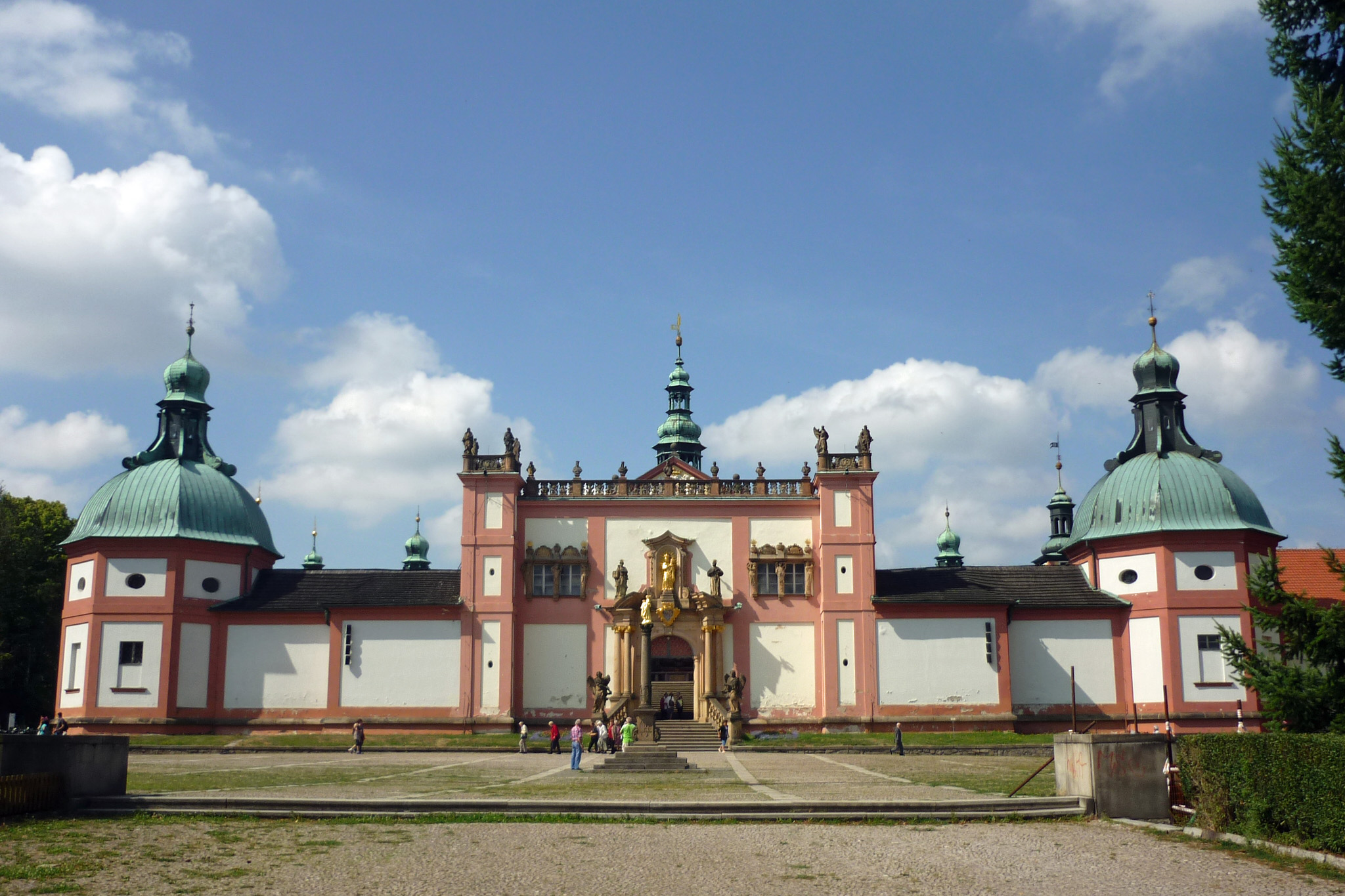
Gesamtansicht der Wallfahrtskirche Svatá Hora bei Příbram

Příbram (deutsch Pribram, auch Przibram, 1939–1945: Pibrans) ist eine Stadt in der Mittelböhmischen Region in Tschechien, etwa 60 km südwestlich von Prag mit 35.963 Einwohnern.

## Geschichte
Die erste urkundliche Erwähnung von Příbram erfolgte im Jahre 1216 als Besitz des Bistums Prag. 1289 wurde Příbram erstmals als Städtchen bezeichnet. Gemäß dem am 6. August 1568 durch Kaiser Maximilian II. erlassenen Mandat über das Verbot des Aufenthalts der Juden in den Bergstädten wurden die Juden auch aus dem Bergstädtchen Příbram vertrieben; ein Großteil siedelte sich in Dušníky an. Kaiser Rudolf II. erhob die Příbram am 20. November 1579 zur Königlichen Bergstadt. Nachfolgend wurde auch die Route des Goldenen Steigs geändert und diese von Březnice über Příbram geführt. Nach dem Dreißigjährigen Krieg setzte der Niedergang des Příbramer Silberbergbaus ein. 1775 wurde der Bergbau im benachbarten Bergstädtchen Birkenberg wieder aufgenommen. Příbram war zu Zeiten der Habsburgermonarchie Sitz eines k.k. Berg-Oberamtes und eines Berggerichtes.
Zwischen den 1880er und 1930er Jahren war Pibrans ein wichtiger Standort der Perlkranz-Produktion.
Ab 1949 erfolgte um Příbram der Abbau von Uranerz, dabei wurden zu großen Teilen politische Gefangene als Zwangsarbeiter eingesetzt. Eines der größten Zwangsarbeitslager war das Lager Vojna in den Bergen südlich der Stadt. 1953 wurde die Nachbarstadt Březové Hory eingemeindet.

## Städtepartnerschaften
- Altötting, Deutschland
- Anor, Frankreich
- Freiberg, Deutschland
- Hoorn, Niederlande
- Königs Wusterhausen, Deutschland
- Ledro, Italien
- Poprad, Slowakei
- Tschechow, Russland
- Villerupt, Frankreich

## Stadtgliederung
Die Stadt Příbram besteht aus den Ortsteilen Brod, Bytíz (Bytis), Jerusalem, Jesenice (Jeßenitz), Kozičín (Kositschin), Lazec (Lasetz), Orlov (Worlau), Příbram I, Příbram II, Příbram III, Příbram IV, Příbram V-Zdaboř (Sdaborsch), Příbram VI-Březové Hory (Birkenberg), Příbram VII, Příbram VIII, Příbram IX, Zavržice (Sawerschitz) und Žežice (Scheschitz). Grundsiedlungseinheiten sind Bechyňka, Brod, Brod-východ, Březové Hory-jih, Březové Hory-sever, Březové Hory-západ I, Březové Hory-západ II, Bytíz, Čertův pahorek, Drkolnov, Ferdinandka, Fialka, Hájek, Jerusalem, Jesenice, K Nové Hospodě, Kozičín, Lazec, Na pahorku, Na Planinách, Nad Litavkou, Nová Hospoda (Neuwirtshaus), Nový rybník, Orlov, Pod Drkolnovem, Pod Květnou, Pod Svatou Horou, Průhon, Příbram-historické jádro, Sídliště na Plzeňské, Svatá Hora (Heiligenberg), Ševčiny, U Dolu Anna, U Litavky, U nádraží, U pražské silnice, U Příbramského potoka, U stadionu, U svatého Jana, U Vojtěcha, Za Brodskou, Za Svatou Horou, Zdaboř-Červená, Zimní stadión, Žežice und Žežice-jih.
Das Stadtgebiet gliedert sich in die Katastralbezirke Brod u Příbramě, Březové Hory, Bytíz, Kozičín, Lazec, Orlov, Příbram, Zavržice, Zdaboř und Žežice. Eine Besonderheit stellen dabei die Ortsteile Jerusalem und Jesenice dar, die im Widerspruch zum Gemeindegesetz (Zákon o obcích), das die Aufteilung eines Katastralbezirkes auf mehrere Gemeinden ausschließt, Teil des Katastralbezirkes Háje u Příbramě sind.

## Kultur und Sehenswürdigkeiten

### Bauwerke

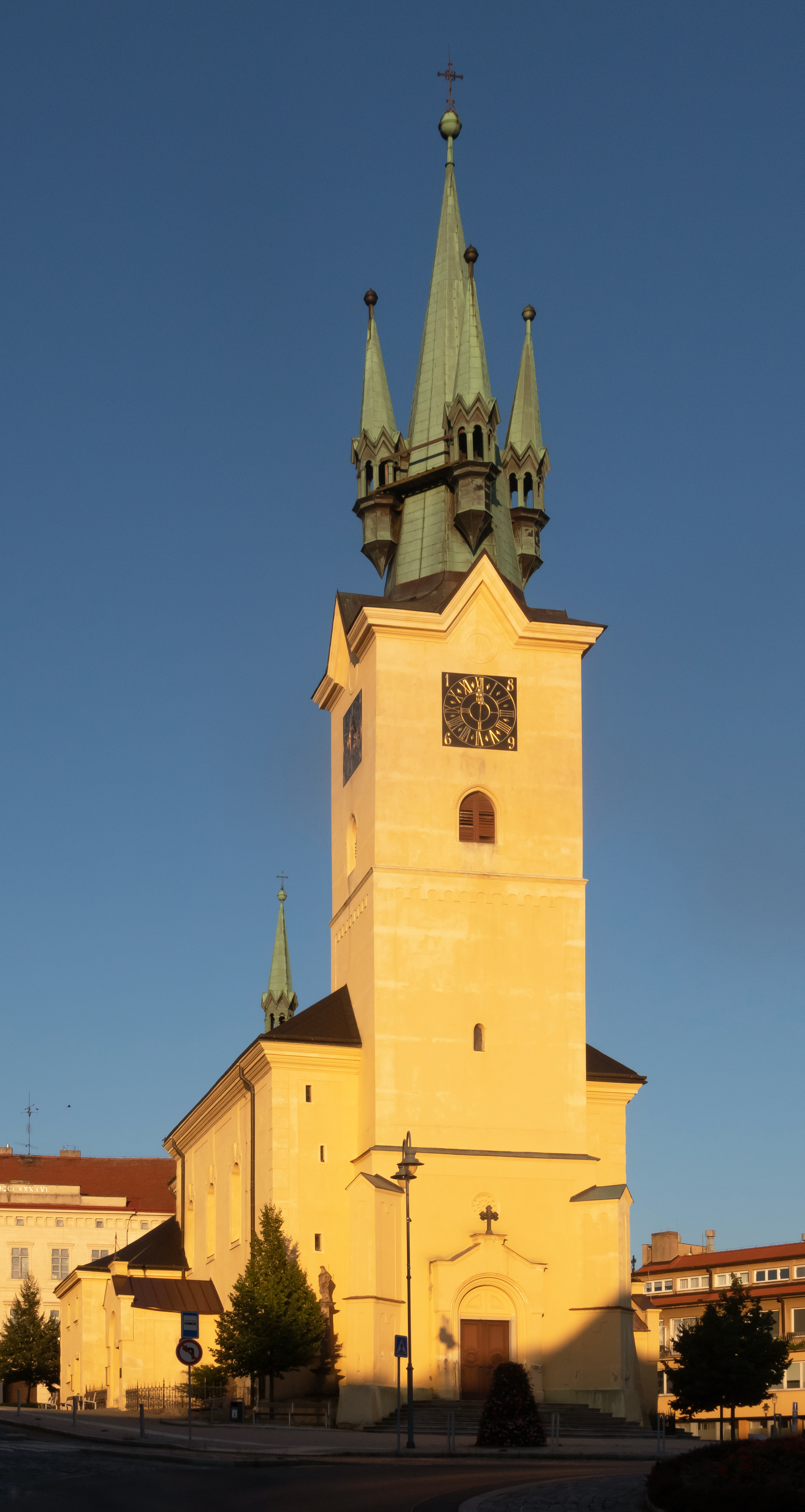
Jakobskirche

Auf einem Bergrücken unmittelbar hinter der Altstadt liegt das als Wallfahrtsziel bekannte Kloster Svatá Hora (Heiliger Berg). Dort befindet sich seit dem 13. Jahrhundert eine Marienkapelle, welche 1348 das bis heute verehrte Marienbildnis des Prager Erzbischofs Ernst von Pardubitz erhielt. Seit 1861 betreuten Redemptoristen die Wallfahrt, nachdem zuvor Jesuiten und Prager Priester für die Seelsorge zuständig waren. Am 13. April 1950 wurde das Kloster aufgelöst und erst 40 Jahre später, am 1. März 1990 wiedereröffnet.

### Museen

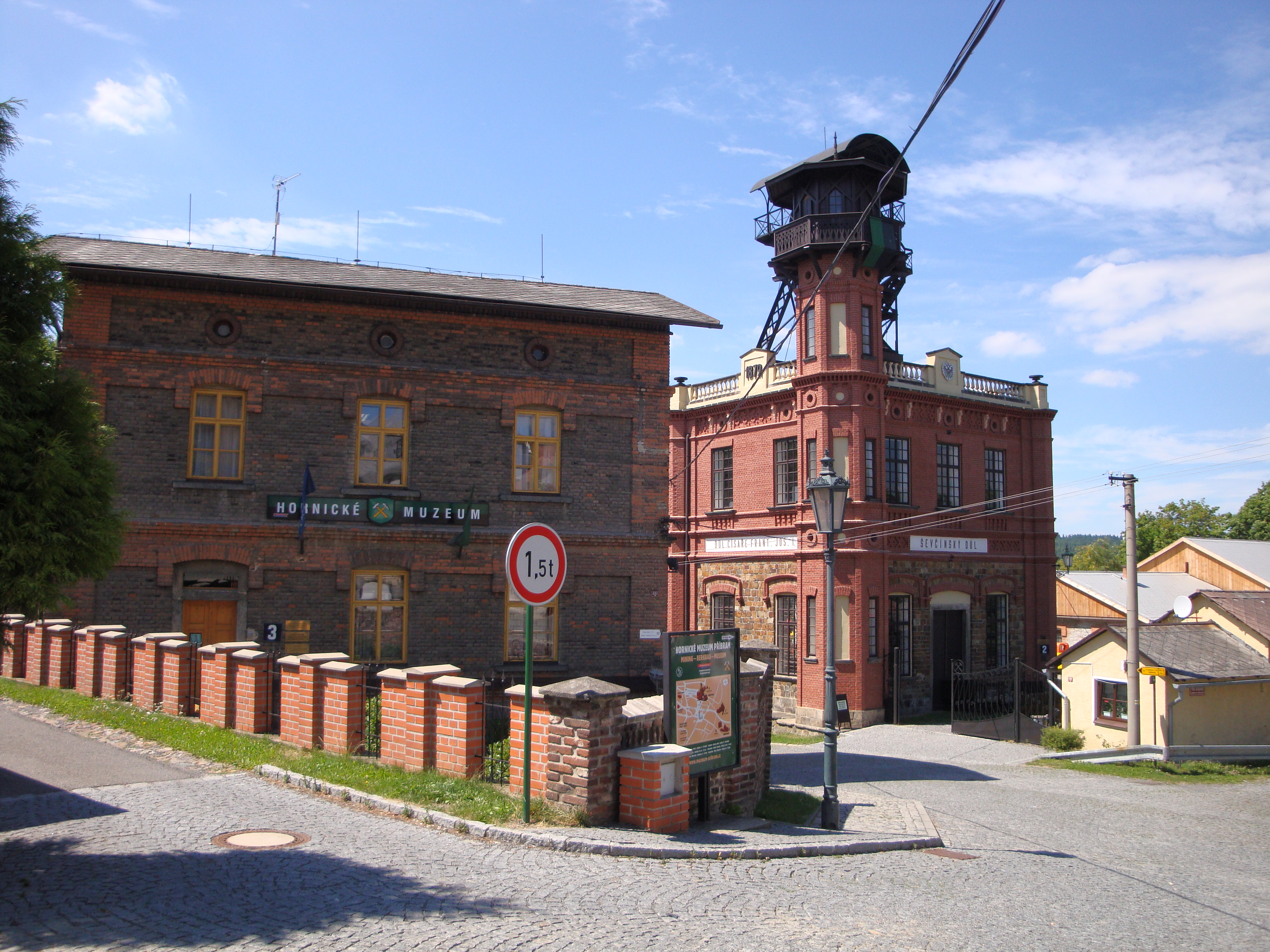
Bergbaumuseum

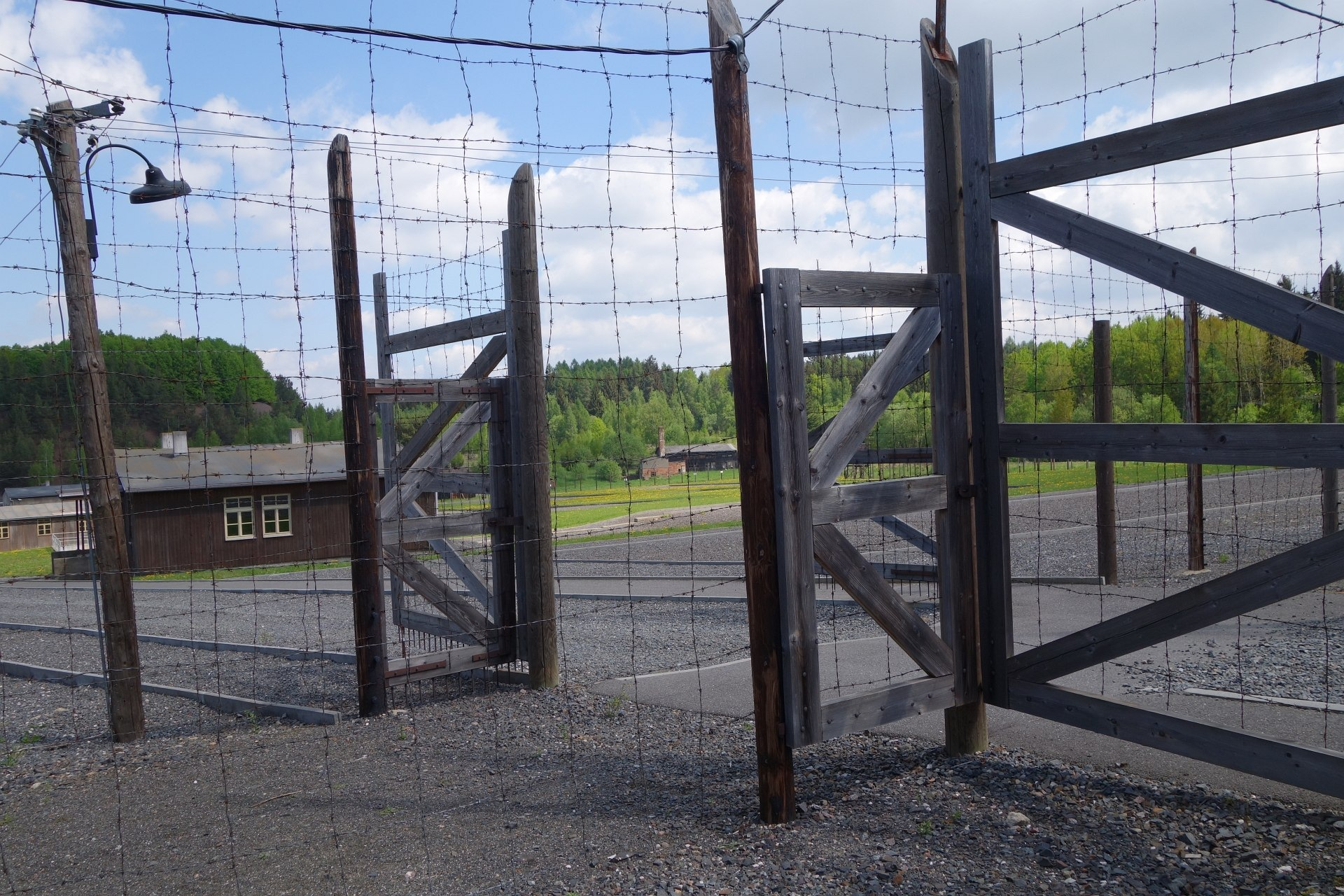
Gedenkstätte Vojna in Lešetice

Das Bergbau-Freilichtmuseum in Příbram besteht aus drei Arealen im Stadtgebiet: Areal A Ševčin-Schacht – das Gebäude der ehemaligen Scheidebank beherbergt den Ausstellungsteil „Traditionelles Handwerk und Gewerbe in Příbram“ und die Dauerausstellung „Bergbau- und Hüttengebäude Příbrams auf historischen Fotografien“. Im Gebäude der ehemaligen Kaue von 1880 befindet sich der Ausstellungsteil zur „Příbramer Bergbaugeschichte“. Im Gebäude des Ševčin-Schachtes schließen sich die Ausstellungsteile „Die Entwicklung des Grubentransportwesens in Příbram“, „Bohrtechnik in den Příbramer Bergwerken“, „Panorama des Birkenberger Erzreviers“ sowie im Maschinenhaus „Die weltweite Bedeutung des Birkenberger Erzreviers im 19. Jh.“ an. Im Nebengebäude befindet sich die Mineralogische Sammlung.
Auf dem Areal B Anna-Schacht kann man untertägig mit der Grubenbahn über eine Strecke von 260 m im Prokop-Stollen einfahren, einem der tiefsten Schächte in Mitteleuropa und der tiefste Schacht im Birkenberger Erzrevier.
Vom Schachtgebäude auf dem Areal C Vojtěch-Schacht (einem Malakoffturm von 1870) kann man die Aussicht auf Příbram und Umgebung aus der Dachlaterne genießen sowie an der Begehung des Wasserstollens zum Anna-Schacht (330 m untertägig) teilnehmen.
Im Stadtteil Lesetice befindet sich direkt neben zwei Uranschachtanlagen die Gedenkstätte Vojna, ein authentisch erhaltenes Kriegsgefangenenlager, das nach dem Zweiten Weltkrieg als Zwangsarbeitslager und bis 1961 als Gefängnisanlage für politische Häftlinge des kommunistischen Regimes diente.

### Sport
Nach der Fusion des FC Příbram und FK Dukla Prag entstand 1996 der in Příbram ansässige Fußballclub FK Marila Příbram. Er erreichte in der Saison 2001/02 die Teilnahme am UEFA-Cup. Seit Juli 2008 heißt der Verein 1. FK Příbram.

### Regelmäßige Veranstaltungen
- Antonín-Dvořák-Musikfestival

## Wirtschaft und Infrastruktur

### Bergbau
Die Stadt war ein wichtiges Zentrum des Blei- und Silbererzbergbaus und der Bleiverhüttung, im 20. Jahrhundert auch des Uranerzbergbaus. Im Stadtteil Březové Hory (Birkenberg) befindet sich das größte Bergbaumuseum in Tschechien.

### Verkehr

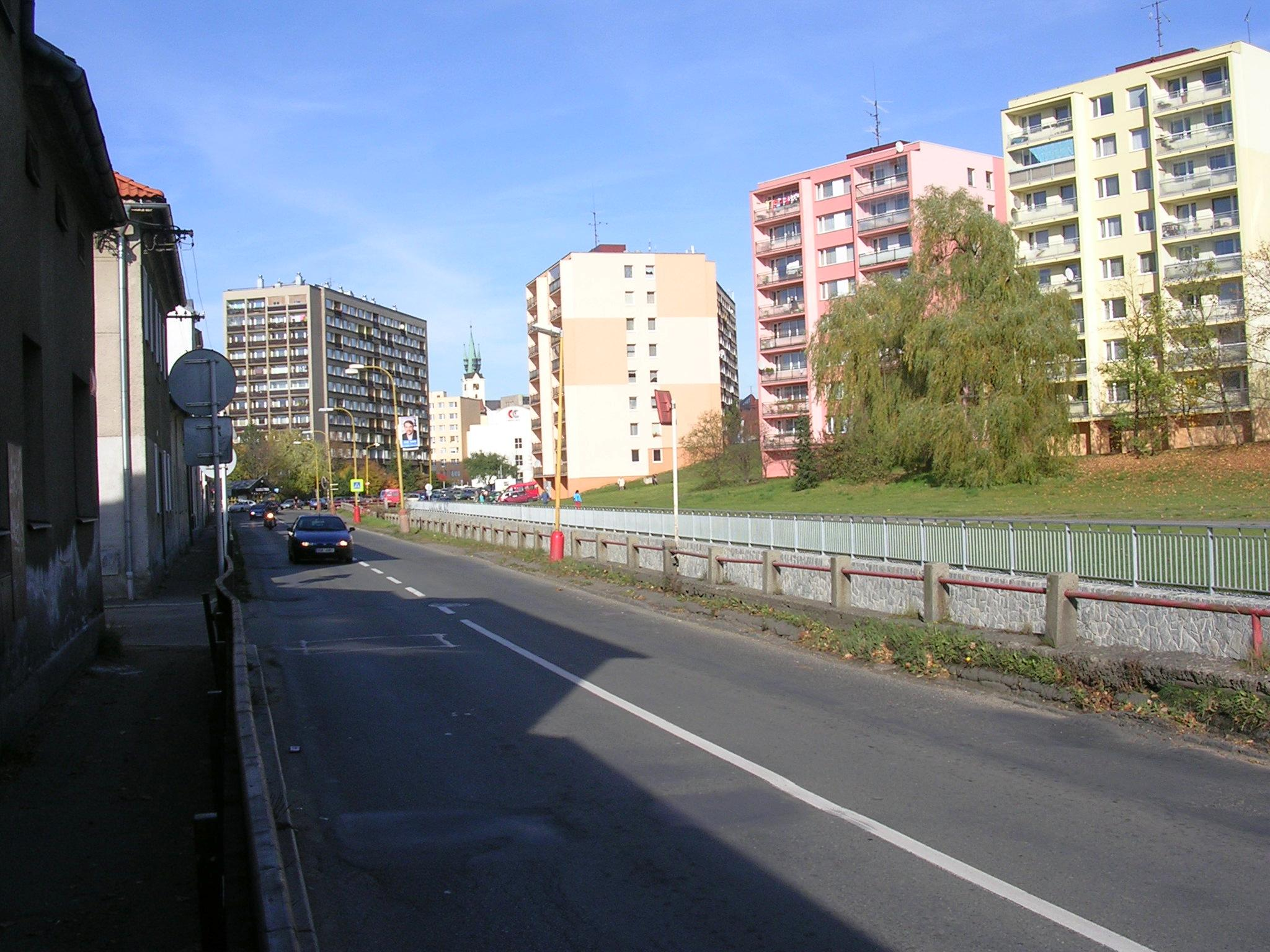
Die Straße Březnická

Die Stadt liegt 5 km westlich der Fernverkehrsstraße 4, welche nach Norden zur Autobahn 4 und nach Süden zum Grenzübergang Philippsreut führt.

### Bildung
Zwischen 1849 und 1939 bestand eine höhere Ausbildungsstätte für Bergbau und verwandte Bereiche. Sie wurde 1849 als Montanistische Lehranstalt gegründet und erhielt 1865 den Status einer Bergakademie. 1894 wurde sie einer Universität gleichgestellt und 1904 zur Technischen Hochschule. Sie besaß Promotionsrecht (Dr. mont.). Nach Unruhen wurde sie 1939 geschlossen. 1945, nach dem Ende des Zweiten Weltkriegs, wurde sie nach Ostrava verlegt und dort als Technische Universität Ostrava neueröffnet. Erster Direktor war 1849 Franz Xaver Zippe, der aber bereits ein Jahr später nach Wien ging. Adolf Hoffmann wurde 1895 zum ersten Rektor gewählt. Weitere bedeutende Professoren waren u. a. František Pošepný (Geologie) und Gustav Ziegelheim (Bergbaukunde, Aufbereitungstechnik und Markscheidewesen).
Am 10. Juli 1851 wurde dem Freiberger Vorbild folgend parallel hierzu eine Bergschule ins Leben gerufen, die 1852 eröffnet wurde. Erster Lehrer war der Markscheider Augustin Beer.

## Persönlichkeiten

### Söhne und Töchter der Stadt
- Josef Schöffel (1832–1910), österreichischer Politiker, Journalist und Umweltschützer
- Viktor Stein (1876–1940), österreichischer Politiker (SdP), NS-Opfer
- Ignaz Beth (1877–1918), Maler und Kunsthistoriker
- František Drtikol (1883–1961), Photograph
- Karel Hartmann (1885–1944), Eishockeyspieler und -funktionär, Opfer des Nationalsozialismus
- Jan Drda (1915–1970), Prosaist und Dramatiker
- Jaroslav Vožniak (1933–2005), Maler
- Václav Hrabě (1940–1965), Dichter, Prosaist und ein Vertreter der sogenannten Beat-Generation
- Irena Dousková (* 1964), Schriftstellerin
- Josef Kvída (* 1997), Fußballspieler
- Patrik Štefan (* 1980), Eishockeyspieler
- Tomáš Zápotočný (* 1980), Fußballspieler
- Petr Kanko (* 1984), Eishockeyspieler
- František Rajtoral (1986–2017), Fußballspieler
- Tereza Čapková (* 1987), Mittelstreckenläuferin
- Veronika Pincová (* 1989), Fußballspielerin
- Irena Gillarová (* 1992), Speerwerferin
- Jiří Veselý (* 1993), Tennisspieler
- Aneta Dědinová (* 1994), Fußballspielerin
- Jan Matoušek (* 1998), Fußballspieler
- Vítězslav Jaroš (* 2001), Fußballtorwart
- Viktor Baier (* 2005), Fußballtorwart

### Persönlichkeiten, die in dieser Stadt gewirkt haben
- Franz Xaver Zippe (1791–1863), böhmischer Naturwissenschaftler und Techniker
- Josef Porkert (1828–1895), Hersteller von Klavierrahmen
- Blažej Mixa (1834–1915), langjähriger Bürgermeister, Fabrikant und Politiker
- Karl Albert Max Balling (1835–1896), Professor an der Bergakademie
- František Pošepný (1836–1895), Professor an der Bergakademie
- Gustav Ziegelheim (1839–1904), Professor an der Bergakademie
- August Harpf (1861–1925), Chemiker und Professor an der Bergakademie
- Josef Theurer (1862–1927), Physiker und Mathematiker
- Eduard von Böltz (1864–1918)
- František Gellner (1881–1914), tschechischer Dichter, Anarchist, Prosaist, Maler und Karikaturist
- Karel Leopold Klaudy (1882–1894), tschechischer Rechtsanwalt und Politiker
- Jaroslav Durych (1886–1962), tschechischer Prosaist, Dichter, Dramatiker, Publizist, römisch-katholischer Theologe und Militärarzt
- Adina Mandlová (1910–1991), tschechische Schauspielerin der 1930er und 1940er Jahre
- Jiří Majer (1922–2008), Begründer des Bergbaumuseums